# Miguel Fernández-Pacheco y Fernández
Miguel Fernández-Pacheco y Fernández (Jaén, 1944) és un il·lustrador i escriptor de Jaén. És conegut com a Miguel Ángel Pacheco.
Entre 1973 i 1983 col·laborà amb J. L. García Sánchez en la creació de 85 obres per a l'editorial Altea.

## Obres
- El monstruo del Dr. Magnusson (Edebé, 1997): Per a nens de 12 a 14 anys.
- Una semana con el ogro de Cornualles (Anaya, 1993): Per a nens de 9 a 11 anys.
- Los zapatos de Murano (Siruela, 1997): per a adolescents des de 15 anys.
- Siete historias para la infanta Margarita (Siruela, 2001): per a adolescents des de 15 anys.[1]
- Ava la loba[3]

## Premis
- XVIII Premi Ciudad de Salamanca a la millor novel·la per Ava la loba[3]